# Leonardo Cilaurren
Leonardo Cilaurren (5 de novembro de 1912 - 9 de dezembro de 1969) foi um futebolista espanhol. Ele competiu na Copa do Mundo FIFA de 1934, sediada na Itália, na qual a seleção de seu país terminou na quinta colocação dentre os 16 participantes.
Na sua carreira em clubes jogou na Espanha somente pelo Athletic Bilbao entre 1931 e 1939. Fora da Europa jogou na Argentina, Uruguai e encerrou a carreira no México em 1945.